# Shola Ameobi
Foluwashola Ameobi, detto Shola (Zaria, 18 ottobre 1981), è un dirigente sportivo ed ex calciatore nigeriano con cittadinanza inglese, di ruolo attaccante.

## Biografia
Nato a Zaria, in Nigeria, da una famiglia dell'area del governo locale di Ijumu, si trasferì nel distretto di Fenham, nella città di Newcastle upon Tyne, in Inghilterra, quando aveva cinque anni. Inizia a giocare a calcio mentre frequentava il Walker Central Boys Club, dove venne notato e invitato ad entrare nell'academy del Newcastle Utd.
Ha due fratelli più giovani, Sammy Ameobi e Tomi Ameobi, anch'essi calciatori professionisti.

## Carriera

### Club

#### Newcastle
Firma un pre-contratto con il Newcastle Utd il 1º luglio 1997. Dopo aver fatto tutta la trafila delle giovanili, esordisce in Prima Squadra il 9 settembre 2000, in una partita casalinga contro il Chelsea, giocando un totale di 22 presenze nella sua prima stagione, sostituendo gli infortunati Alan Shearer e Carl Cort.
Dopo alcune stagioni tra alti e bassi, dovute anche ad una forma irregolare, gli sono costate alcune critiche e non gli hanno dato la continuità che ci si auspicava. In parte, queste difficoltà sono state dovute ad un problema all'anca che lo hanno costretto, durante la stagione 2006-2007, a sottoporsi ad un intervento che lo ha tenuto lontano dai campi da gioco fino al termine della stagione. Tornato a disposizione nella stagione successiva, dopo alcune apparizioni e la mancata fiducia degli allenatori, decide di lasciare i Magpies per ritrovare la forma fisica e maggiori occasioni. Chiude la sua prima esperienza in bianconero con 168 presenze e 28 reti in campionato.

#### Prestito allo Stoke City
Il 27 marzo 2008 passa in prestito con diritto di riscatto allo Stoke City, dove resta fino alla fine della stagione, con l'obiettivo di raggiungere la promozione. Raccoglie solo 6 presenze e, nonostante la promozione ottenuta, i Potters non riscattano il giocatore che fa ritorno in riva al Tyne.

#### Ritorno al Newcastle
Il 14 agosto 2008, dopo aver iniziato l'iter per il trasferimento all'Ipswich Town, non supera le visite mediche e così rimane in bianconero. Inizia la stagione 2008-2009 in prima squadra, trovando spazio anche per gli infortuni dei compagni di reparto. Nella stagione successiva, il 15 agosto 2009, nella partita contro il Reading in Championship, mette a segno la sua prima tripletta in carriera: i primi due gol sono stati seganti di testa in tuffo, e ha completato la sua tripletta con un rigore, che ha piazzato nell'angolo in basso a sinistra, mandando dalla parte sbagliata il portiere.
Nelle stagioni successive, nonostante sia colpito da alcuni infortuni, il 10 agosto 2011 estende il suo contratto fino al termine della stagione 2013-2014. Gioca delle stagioni altalenanti, alternando periodi di grande stabilità fisica a veri e propri periodi di pausa, fino al 23 maggio 2014 quando la società annuncia che al termine della stagione non gli sarebbe stato rinnovato il contratto, lasciandolo libero. Alla fine della sua seconda esperienza, mette insieme 145 presenze e 25 gol. Lascia la squadra del Tyne and Wear dopo 14 stagioni, con un totale di 398 apparizioni e 79 reti in tutte le competizioni.

#### Gaziantep BB
L'11 agosto 2014, firma un contratto di un anno per il club turco del Gaziantepspor. Dopo solo 4 mesi, il 29 dicembre 2014 lascia il club turco per problemi familiari. Nella sua esperienza turca ha indossato 11 volte la maglia del club rossonero e ha segnato 4 gol.

#### Crystal Palace
Il 29 gennaio 2015, torna in Premier League firmando per il Crystal Palace fino alla fine della stagione; nel giugno 2015, al termine della stagione, rimane svincolato.

#### Bolton e Fleetwood Town
Dopo essere stato aggregato nella preparazione al Wolverhampton U23 con cui gioca qualche amichevole ed una partita di Premier League 2, il 23 ottobre 2015 firma con il Bolton con un contratto a breve termine, indossando la maglia numero 26. Il 23 gennaio 2016 lascia il club a termine del suo contratto, nonostante si sia offerto di giocare gratuitamente.
Il 12 febbraio 2016, trova l'accordo con il Fleetwood Town, con il quale gioca fino al termine della stagione, indossando la maglia numero 9.

#### Notts County e ritiro
Dopo essere rimasto svincolato al termine della stagione 2015-2016, il 3 febbraio 2017 trova l'accordo per giocare con il Notts County, con cui rinnova per un'altra stagione fino al termine della stagione 2017-2018.
Dopo essere rimasto svincolato dal Notts County, il 1º luglio 2018 si ritira definitivamente dal calcio giocato.

### Nazionale
Dal 2000 al 2003 ha giocato per la Nazionale inglese Under-21.
Nel novembre 2012, all'età di 31 anni, sceglie di giocare per la rappresentativa nigeriana e il 15 novembre debutta subentrando a Martins. Nella stessa partita realizza l'assist per il gol di Ogenyi Onazi.
Realizza il primo gol in Nazionale il 10 settembre 2013 nell'amichevole vinta per 4-1 contro il Burkina Faso. Si ripete il 18 novembre, dove realizza il gol del momentaneo vantaggio nell'amichevole di lusso contro l'Italia, partita terminata 2-2.
Il 12 maggio 2014, viene inserito nella lista provvisoria dei 30 giocatori convocati dalla Nigeria per il Mondiale del 2014, e in seguito confermato nella rosa finale dei 23 giocatori. Durante il torneo, raccoglie due presenze da subentrato nelle prime due partite, non riuscendo a segnare in nessuna delle due occasioni, rimanendo in panchina nella sconfitta per 2-0 contro la Francia, che ha sancito l'eliminazione dal torneo.

## Dirigente
Il 22 giugno 2019 ritorna al Newcastle Utd come responsabile dei giocatori in prestito.

## Statistiche

### Presenze e reti nei club
Statistiche aggiornate al 1º luglio 2018.
| Stagione            | Squadra             | Campionato          | Campionato | Campionato | Coppe nazionali | Coppe nazionali | Coppe nazionali | Coppe continentali | Coppe continentali | Coppe continentali | Altre coppe | Altre coppe | Altre coppe | Totale | Totale |
| Stagione            | Squadra             | Comp                | Pres       | Reti       | Comp            | Pres            | Reti            | Comp               | Pres               | Reti               | Comp        | Pres        | Reti        | Pres   | Reti   |
| ------------------- | ------------------- | ------------------- | ---------- | ---------- | --------------- | --------------- | --------------- | ------------------ | ------------------ | ------------------ | ----------- | ----------- | ----------- | ------ | ------ |
| 2000-2001           | Newcastle           | PL                  | 20         | 2          | FACup+CdL       | 2+0             | 0               | -                  | -                  | -                  | -           | -           | -           | 22     | 2      |
| 2001-2002           | Newcastle           | PL                  | 15         | 0          | FACup+CdL       | 1+3             | 0+2             | Int                | 6                  | 3                  | -           | -           | -           | 25     | 5      |
| 2002-2003           | Newcastle           | PL                  | 28         | 5          | FACup+CdL       | 1+0             | 0               | UCL                | 10                 | 3                  | -           | -           | -           | 39     | 8      |
| 2003-2004           | Newcastle           | PL                  | 26         | 7          | FACup+CdL       | 1+1             | 0               | UCL+CU             | 2+11               | 0+3                | -           | -           | -           | 41     | 10     |
| 2004-2005           | Newcastle           | PL                  | 31         | 2          | FACup+CdL       | 5+2             | 3+1             | CU                 | 7                  | 1                  | -           | -           | -           | 45     | 7      |
| 2005-2006           | Newcastle           | PL                  | 30         | 9          | FACup+CdL       | 3+0             | 0               | Int                | 1                  | 0                  | -           | -           | -           | 34     | 9      |
| 2006-2007           | Newcastle           | PL                  | 12         | 3          | FACup+CdL       | 0+0             | 0               | Int+CU             | 2+2                | 2+0                | -           | -           | -           | 16     | 5      |
| 2007-mar. 2008      | Newcastle           | PL                  | 6          | 0          | FACup+CdL       | 0+2             | 0               | -                  | -                  | -                  | -           | -           | -           | 8      | 0      |
| mar.-mag. 2008      | Stoke City          | FLC                 | 6          | 0          | FACup+CdL       | 0+0             | 0               | -                  | -                  | -                  |             | -           | -           | 6      | 0      |
| 2008-2009           | Newcastle           | PL                  | 22         | 4          | FACup+CdL       | 0+0             | 0               | -                  | -                  | -                  |             | -           | -           | 22     | 4      |
| 2009-2010           | Newcastle           | FLC                 | 18         | 10         | FACup+CdL       | 2+1             | 0+1             |                    | -                  | -                  | -           | -           | -           | 21     | 11     |
| 2010-2011           | Newcastle           | PL                  | 28         | 6          | FACup+CdL       | 0+2             | 0+3             | -                  | -                  | -                  | -           | -           | -           | 30     | 9      |
| 2011-2012           | Newcastle           | PL                  | 28         | 2          | FACup+CdL       | 2+1             | 0               | -                  | -                  | -                  | -           | -           | -           | 31     | 2      |
| 2012-2013           | Newcastle           | PL                  | 23         | 1          | FACup+CdL       | 1+1             | 0               | UEL                | 10                 | 3                  | -           | -           | -           | 35     | 4      |
| 2013-2014           | Newcastle           | PL                  | 26         | 2          | FACup+CdL       | 1+2             | 0+1             | -                  | -                  | -                  | -           | -           | -           | 29     | 3      |
| Totale Newcastle    | Totale Newcastle    | Totale Newcastle    | 313        | 53         |                 | 34              | 11              |                    | 51                 | 15                 |             |             |             | 398    | 79     |
| ago.-dic. 2014      | Gaziantepspor       | 1.L                 | 11         | 4          | TK              | 0               | 0               | -                  | -                  | -                  |             | -           | -           | 11     | 4      |
| gen.-giu. 2015      | Crystal Palace      | PL                  | 4          | 0          | FACup+CdL       | 0+0             | 0               | -                  | -                  | -                  |             | -           | -           | 4      | 0      |
| lug.-sett. 2015     | Wolverhampton U23   | PL2                 | 1          | 0          |                 | -               | -               |                    | -                  | -                  |             | -           | -           | 1      | 0      |
| ott. 2015-gen. 2016 | Bolton              | FLC                 | 8          | 2          | FACup+CdL       | 2+0             | 0               | -                  | -                  | -                  |             | -           | -           | 10     | 2      |
| feb.-giu. 2016      | Fleetwood Town      | FL1                 | 10         | 1          | FACup+CdL       | 0+0             | 0               | -                  | -                  | -                  |             | -           | -           | 10     | 1      |
| feb.-giu. 2017      | Notts County        | FL2                 | 17         | 4          | FACup+CdL       | 0+0             | 0               | -                  | -                  | -                  |             | -           | -           | 17     | 4      |
| 2017-2018           | Notts County        | FL2                 | 34+1       | 6          | FACup+CdL       | 2+0             | 0+0             |                    | -                  | -                  | -           | -           | -           | 37     | 6      |
| Totale Notts County | Totale Notts County | Totale Notts County | 52         | 10         |                 | 2               | 0               |                    |                    |                    |             |             |             | 54     | 10     |
| Totale carriera     | Totale carriera     | Totale carriera     | 405        | 70         |                 | 38              | 11              |                    | 51                 | 15                 |             |             |             | 494    | 96     |

### Cronologia presenze e reti in nazionale
| Cronologia completa delle presenze e delle reti in nazionale ― Nigeria | Cronologia completa delle presenze e delle reti in nazionale ― Nigeria | Cronologia completa delle presenze e delle reti in nazionale ― Nigeria | Cronologia completa delle presenze e delle reti in nazionale ― Nigeria | Cronologia completa delle presenze e delle reti in nazionale ― Nigeria | Cronologia completa delle presenze e delle reti in nazionale ― Nigeria | Cronologia completa delle presenze e delle reti in nazionale ― Nigeria | Cronologia completa delle presenze e delle reti in nazionale ― Nigeria |
| Data                                                                   | Città                                                                  | In casa                                                                | Risultato                                                              | Ospiti                                                                 | Competizione                                                           | Reti                                                                   | Note                                                                   |
| ---------------------------------------------------------------------- | ---------------------------------------------------------------------- | ---------------------------------------------------------------------- | ---------------------------------------------------------------------- | ---------------------------------------------------------------------- | ---------------------------------------------------------------------- | ---------------------------------------------------------------------- | ---------------------------------------------------------------------- |
| 15-11-2012                                                             | Miami                                                                  | Venezuela                                                              | 1 – 3                                                                  | Nigeria                                                                | Amichevole                                                             | -                                                                      | 60’                                                                    |
| 14-8-2013                                                              | Durban                                                                 | Sudafrica                                                              | 0 – 2                                                                  | Nigeria                                                                | Amichevole                                                             | -                                                                      | 46’                                                                    |
| 7-9-2013                                                               | Calabar                                                                | Nigeria                                                                | 2 – 0                                                                  | Malawi                                                                 | Qual. Mondiali 2014                                                    | -                                                                      | 84’                                                                    |
| 10-9-2013                                                              | Kaduna                                                                 | Nigeria                                                                | 4 – 1                                                                  | Burkina Faso                                                           | Amichevole                                                             | 1                                                                      | 68’                                                                    |
| 18-11-2013                                                             | Londra                                                                 | Italia                                                                 | 2 – 2                                                                  | Nigeria                                                                | Amichevole                                                             | 1                                                                      | 64’                                                                    |
| 28-5-2014                                                              | Londra                                                                 | Nigeria                                                                | 2 – 2                                                                  | Scozia                                                                 | Amichevole                                                             | -                                                                      | 62’                                                                    |
| 7-6-2014                                                               | Jacksonville                                                           | Stati Uniti                                                            | 2 – 1                                                                  | Nigeria                                                                | Amichevole                                                             | -                                                                      | 65’                                                                    |
| 16-6-2014                                                              | Curitiba                                                               | Nigeria                                                                | 0 – 0                                                                  | Iran                                                                   | Mondiali 2014 - 1º turno                                               | -                                                                      | 52’                                                                    |
| 22-6-2014                                                              | Cuiabá                                                                 | Bosnia ed Erzegovina                                                   | 0 – 1                                                                  | Nigeria                                                                | Mondiali 2014 - 1º turno                                               | -                                                                      | 65’                                                                    |
| Totale                                                                 |                                                                        | Presenze                                                               | 9                                                                      |                                                                        | Reti                                                                   | 2                                                                      |                                                                        |

## Palmarès

### Club

#### Competizioni nazionali
- Campionato inglese di seconda divisione: 1

Newcastle: 2009-2010

#### Competizioni internazionali
- Coppa Intertoto UEFA: 1

Newcastle: 2006